# 硫酸亚铁铵
硫酸亞鐵銨，俗名為莫尔盐、摩尔盐，簡稱FAS，是一種蓝绿色的無機複鹽，分子式為(NH4)2Fe(SO4)2.6H2O。其俗名来源于德国化学家莫尔（Karl Friedrich Mohr）。可溶於水，在100℃～110℃时分解，可用於电镀。
硫酸亚铁铵较不易被氧气氧化，用于分析滴定时代替硫酸亚铁。硫酸亚铁铵相对稳定的缘故是：
4 Fe2+ + O2 + (4+2x) H2O ⇌ 2 Fe2O3.xH2O + 8 H+
在此氧化还原反应中，铵离子水解出的质子增大了产物的浓度，从而使平衡左移。
硫酸亚铁铵相对稳定的更重要原因是: H4N-O-(SO2)-O-Fe-O-(SO2)-O-NH4 的分子结构中，铁原子的外围电子更多的被相邻的氧原子吸引（比较硫酸亚铁而言），从而使铁原子（离子）外围电子再被氧原子吸引的机会减少，宏观上表现为硫酸亚铁铵较硫酸亚铁更稳定，不容易被氧化。

## 外部連結
- http://www.chemyq.com/xz/xz13/125511cysfx.htm （页面存档备份，存于）
- http://www.jtbaker.com/msds/englishhtml/f1616.htm （页面存档备份，存于）
- http://database.iem.ac.ru/mincryst/s_carta.php?MOHRITE+7220 （页面存档备份，存于）